# Phú Hựu
Phú Hựu là một xã thuộc tỉnh Đồng Tháp, Việt Nam.

## Địa lý
Xã Phú Hựu có vị trí địa lý:
- Phía đông giáp tỉnh Vĩnh Long.
- Phía tây giáp xã Tân Nhuận Đông.
- Phía tây bắc giáp phường Sa Đéc và các xã Mỹ Hiệp, Tân Phú Trung.
- Phía bắc giáp xã An Hữu và Thanh Hưng, ranh giới là sông Tiền.

Xã có diện tích 71,28 km², dân số năm 2025 là 68.475 người, mật độ dân số đạt 960 người/km².

## Hành chính
Toàn xã được chia thành 31 ấp như sau:
Ấp An Hóa 1
Ấp An Hòa 2
Ấp An Phú
Ap An Thạnh 1
Ấp An Thạnh 2
Ấp An Thạnh 3
Ấp Hòa Thạnh
Ấp Hòa Thu
Ấp Phú An
Áp Phú Bình 1
Ấp Phú Bình 2
Ấp Phú Cường
Ấp Phú Hoà T
Ấp Phú Hòa
Ấp Phú Hưng
Ấp Phú Hưng 2
Áp Phú Long
Ap Phú Mỹ
Ấp Phú Mỹ Hiệp
Áp Phú Mỹ Liamg
Ấp Phú Mỹ Thành
Ấp Phú Thạnh 1
Ấp Phú Thạnh 2
Ap Tân An
Ấp Tân Hòa 1
Ấp Tân Hòa 2
Ấp Tân Lập
Ấp Tân Phú
Ấp Tân Thanh 1
Áp Tân Thạnh 2
Ấp Tân thuận
Ấp Tân Thuận

## Lịch sử
Ngày 27 tháng 9 năm 1988, Hội đồng Bộ trưởng ban hành Quyết định 149-HĐBT. Theo đó, tách ấp Phú Hiệp, ấp Phú Hoà và 1/2 ấp Phú Mỹ Lương của xã Phú Hựu với 260 ha diện tích tự nhiên và 9.142 người để thành lập thị trấn Cái Tàu Hạ, thị trấn huyện lỵ huyện Châu Thành.
Sau khi phân rạch địa giới hành chính, xã Phú Hựu có ấp Phú Thạnh, ấp Phú Long Bình, ấp Phú Hưng và 1/2 còn lại của ấp Phú Mỹ Lương với 1.252 ha diện tích tự nhiên và 8.156 người.
Ngày 16 tháng 6 năm 2025, Ủy ban Thường vụ Quốc hội Việt Nam ban hành Nghị quyết 1663/NQ-UBTVQH15 về việc sắp xếp các đơn vị hành chính cấp xã của tỉnh Đồng Tháp. Theo đó, hợp nhất 4 xã: An Phú Thuận, An Hiệp, An Nhơn, Cái Tàu Hạ và Phú Hựu để thành lập xã mới lấy tên là Xã Phú Hựu. Nghị quyết có hiệu lực từ ngày 1 tháng 7 năm 2025.